# Porto (wino)

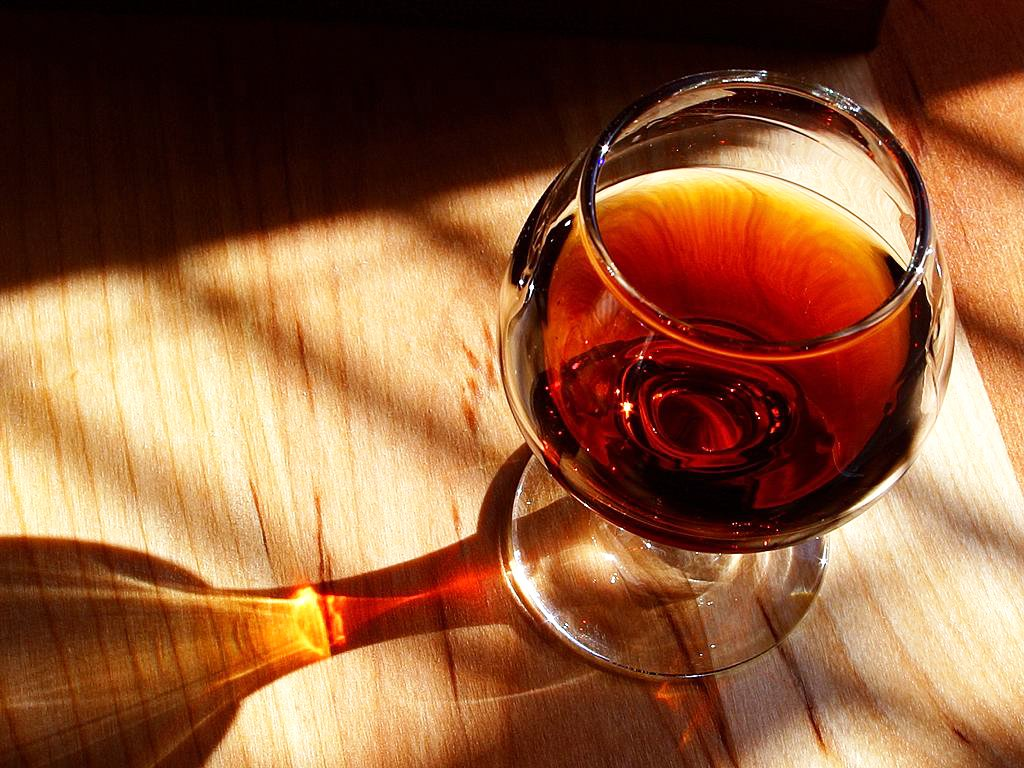
Kieliszek z Porto Tawny

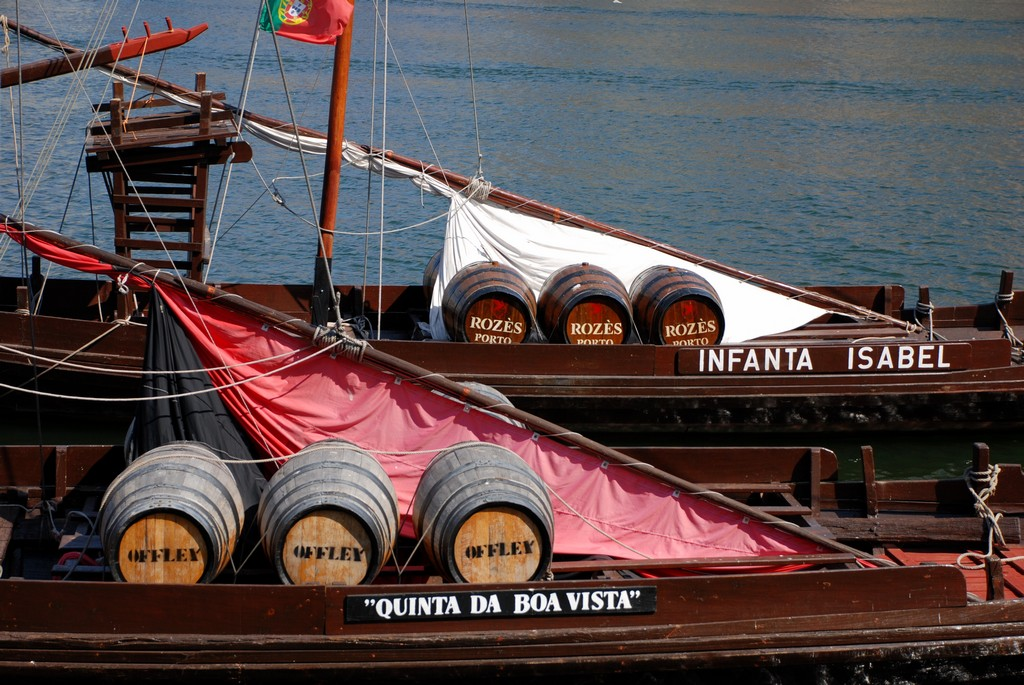
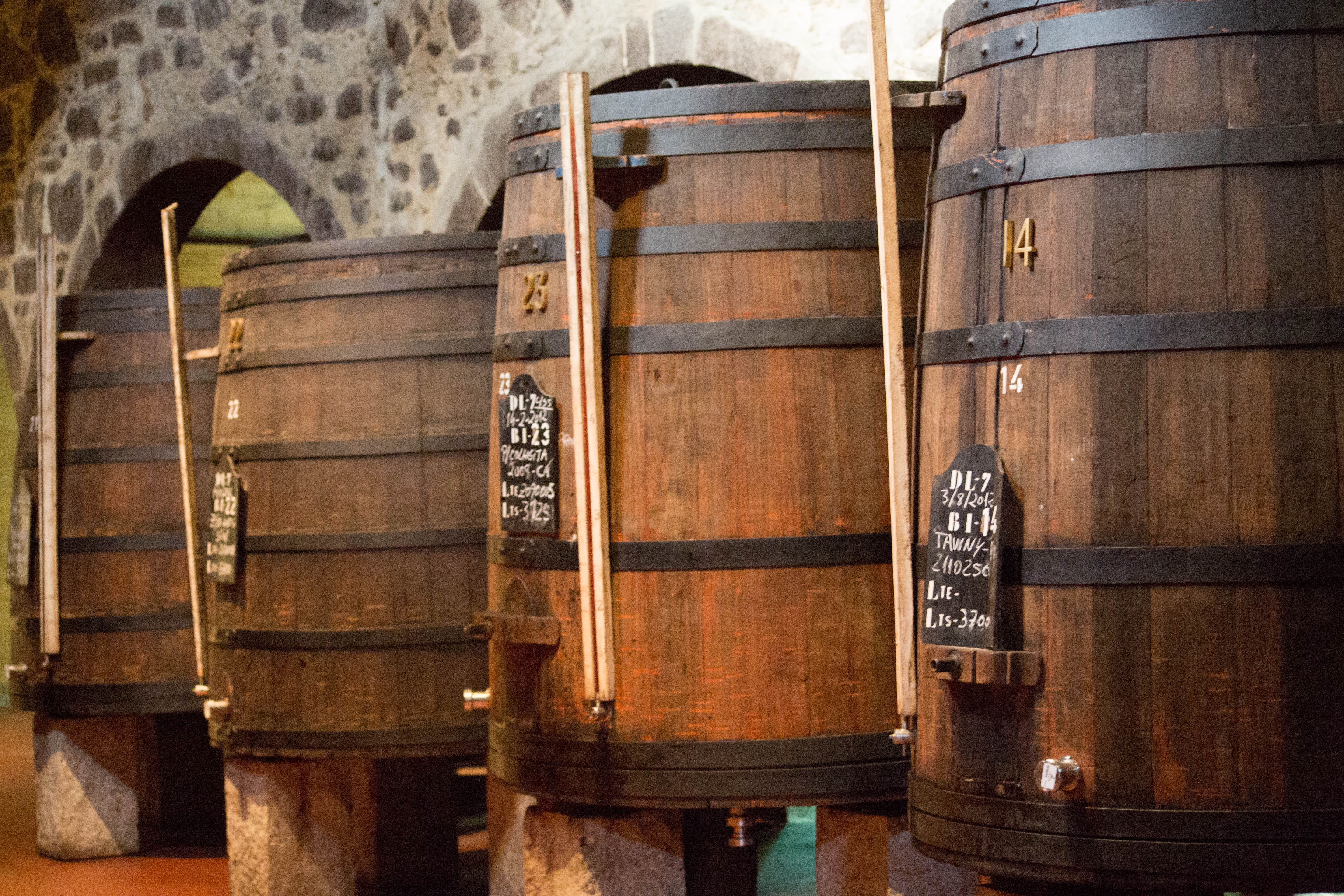
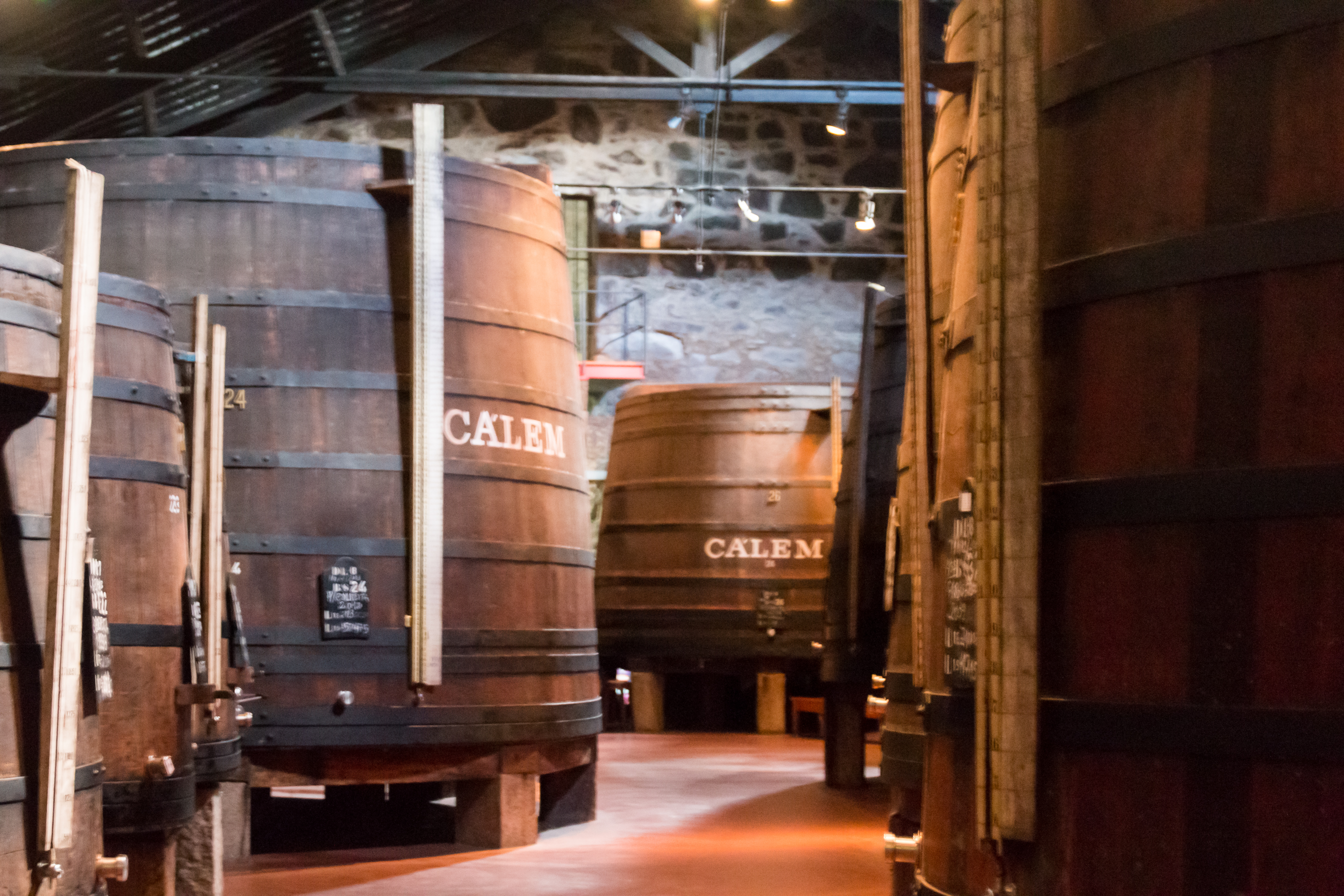
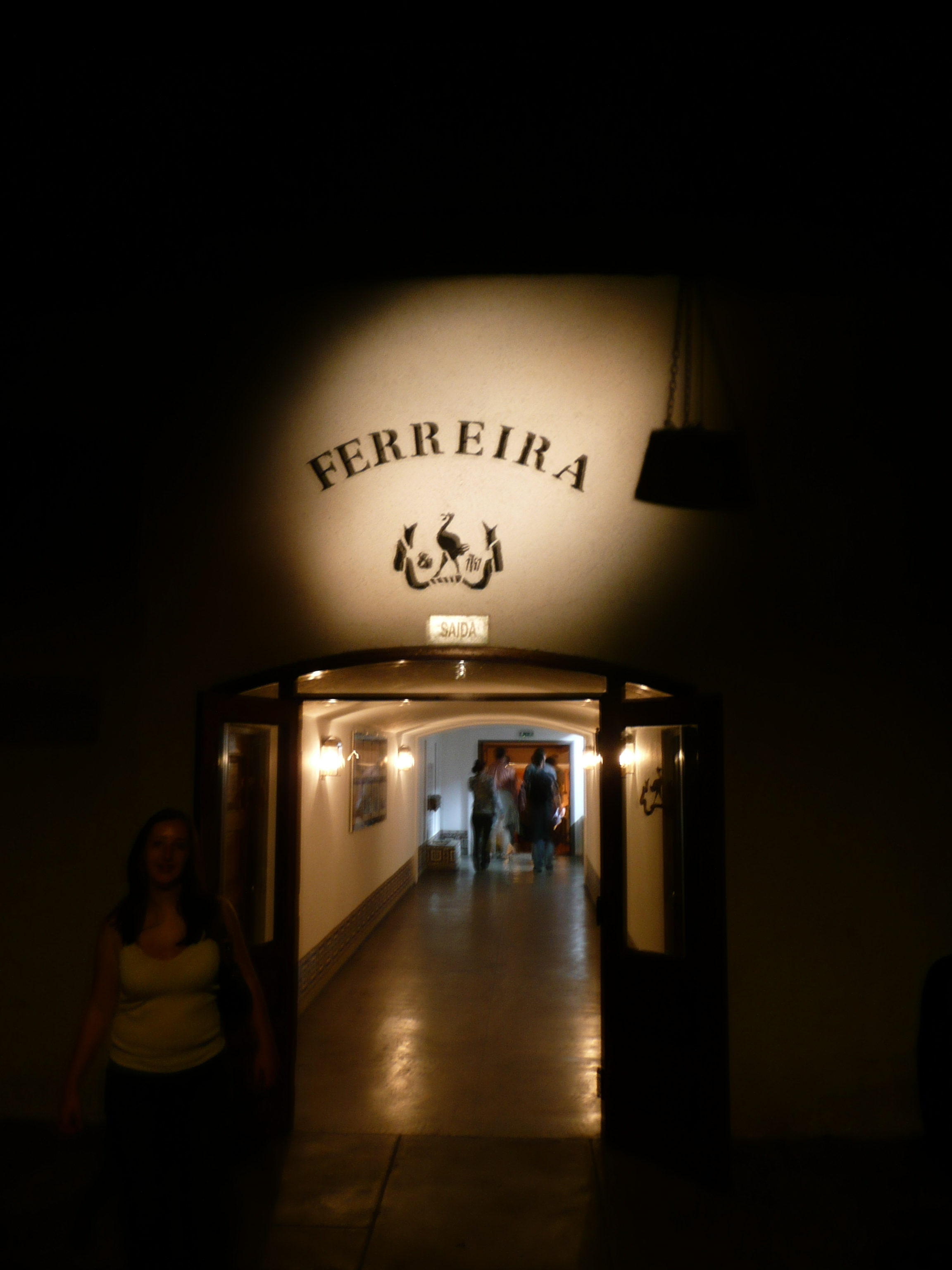
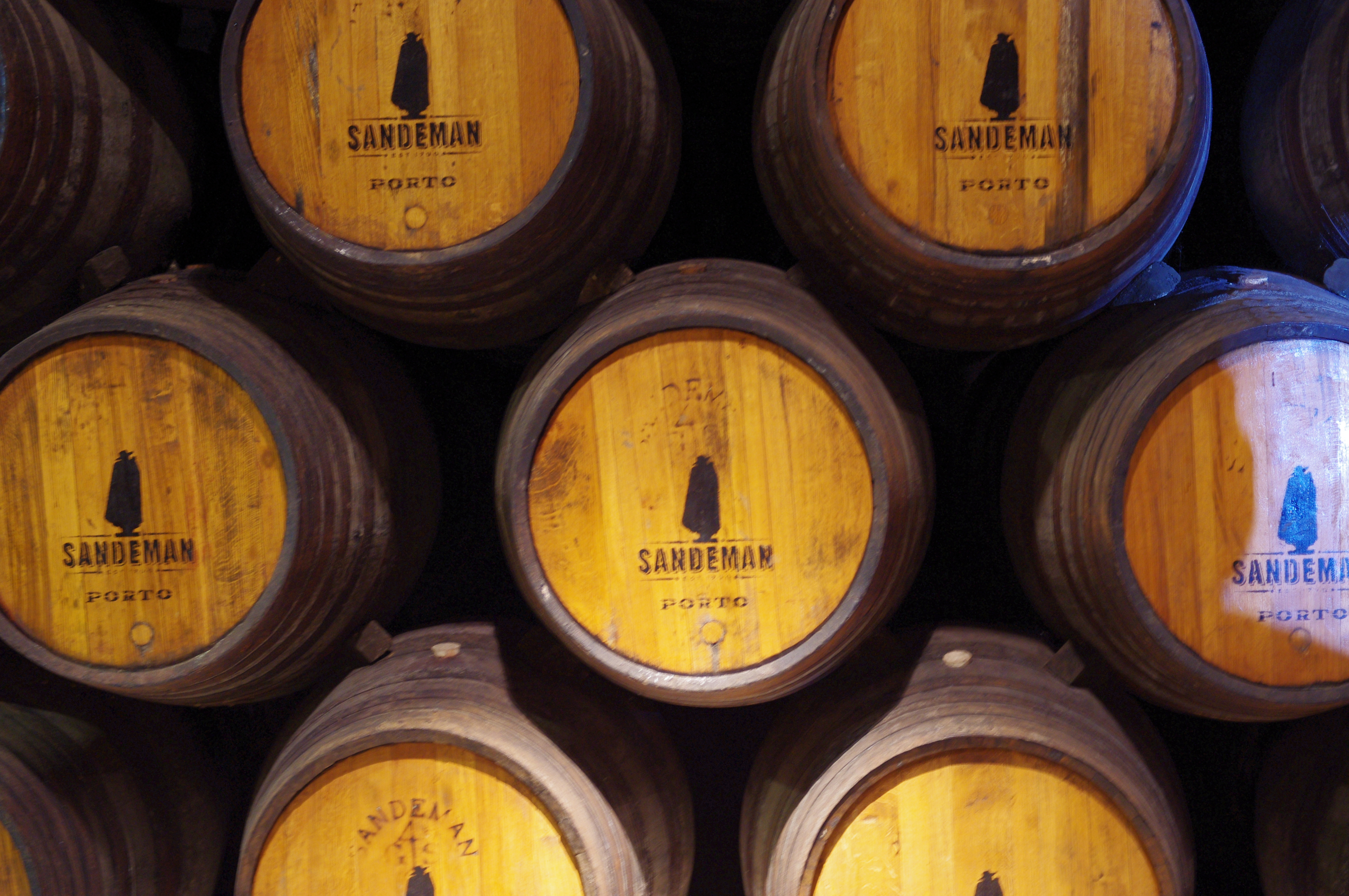
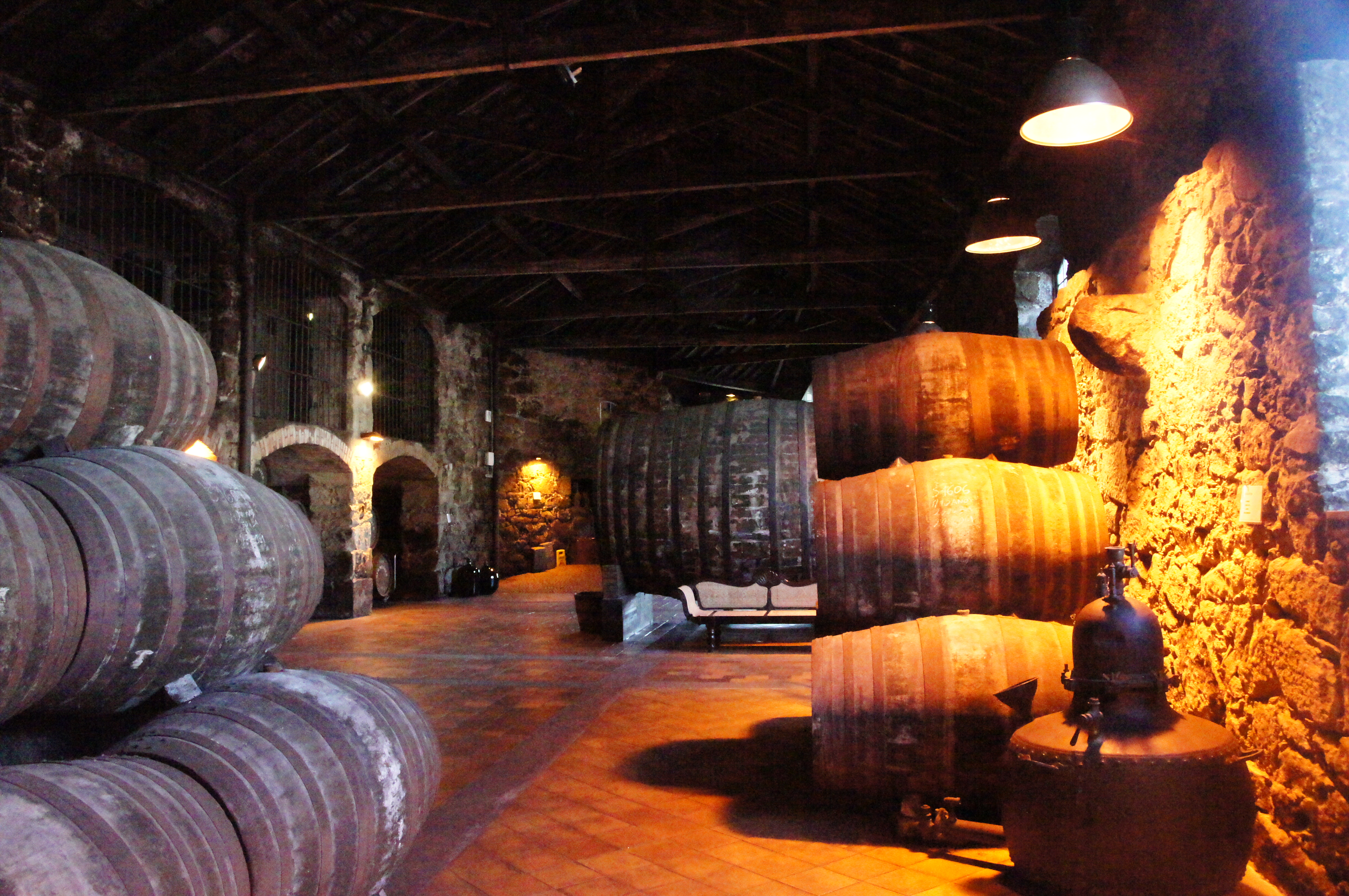
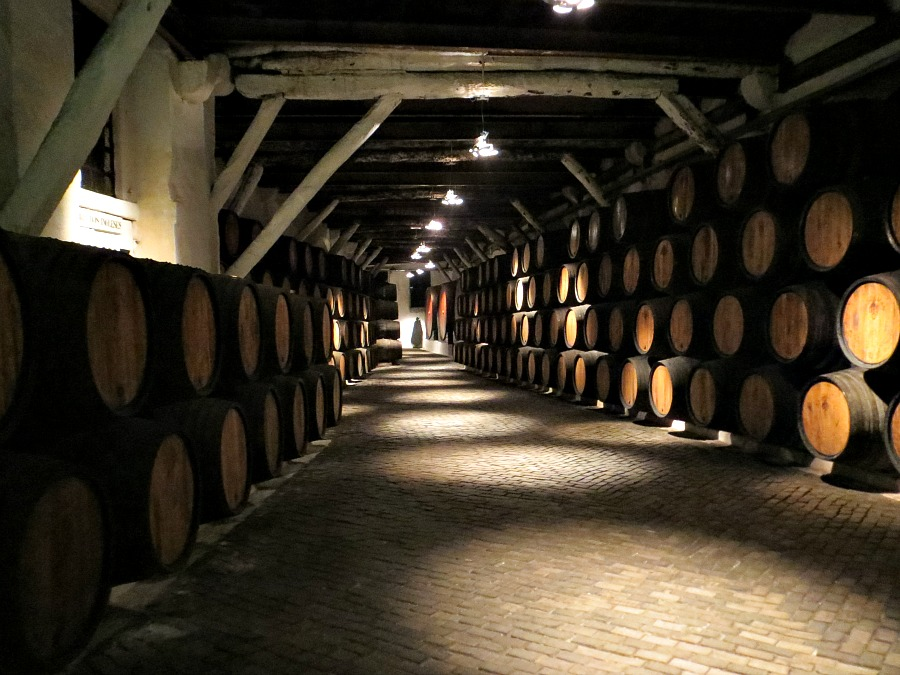

Porto (port, port wine, portwajn) – wzmacniane wino portugalskie, wytwarzane z winogron zbieranych w dolinie rzeki Douro (hiszp. Duero) na północy kraju, w jej środkowym biegu. Porto dojrzewa i jest butelkowane w mieście Vila Nova de Gaia (zwane przez mieszkańców po prostu Gaia) wchodzącego w skład zespołu miast Grande Porto. Wino dawniej było transportowane w beczkach drogą rzeczną, a obecnie lądową, z regionu Alto Douro, gdzie uprawia się winorośl, z której powstaje wino Porto.
Zebrane grona są miażdżone, po czym poddawane fermentacji do czasu, gdy poziom alkoholu osiągnie ok. 7 procent. Następnie, po 1–7 dniach, dodawany jest (w proporcji 1:4) neutralny spirytus winny (aguardente) o mocy ok. 77 procent, w wyniku czego powstaje wino o zawartości alkoholu ok. 20 procent. Pozwala to zatrzymać proces fermentacji, zachowując jednocześnie naturalny cukier z winogron.
Porto zazwyczaj jest winem słodkim lub półsłodkim. W zależności od odmiany ma ono barwę od ciemnoczerwonej (prawie brunatnej) do słomkowej. Wspólny dla wszystkich rodzajów porto jest mocny aromat wanilii, dębu i korzenny posmak.
Wino to pije się zależnie od okazji:
- wytrawne i półsłodkie – jako aperitif (przed posiłkiem i na wzmocnienie apetytu), zawsze schłodzone (ok. 12 °C);
- słodkie – jako deser (po posiłku) w temperaturze naturalnej lub lekko schłodzone (ok. 18 °C).

Barwa, jakość i poziom cukru w winie jest pośrednio określana przez podanie typu porto na etykiecie butelki:
- Ruby – to czerwone, słodkie wino butelkowane po średnio dwóch latach przechowywania w dużych, dębowych beczkach (o pojemności około 20.000 litrów); nie jest rocznikowane, gdyż często się je kupażuje (miesza z sobą różne roczniki) i jest to najtańsza odmiana tego wina. Ogólnie mówiąc, nazwą Ruby określa się wszelkie czerwone porto butelkowane po dwóch latach przechowywania we wspomnianych wyżej beczkach – a więc także droższe typy Dated i Vintage, o których mowa będzie poniżej. Gdy jednak na etykiecie widnieje tylko napis „Ruby” – oznacza to wspomniane słodkie wino czerwone, o jakości najniższej spośród wszystkich rodzajów porto.
- Tawny – czerwone wino o trudnym do przewidzenia poziomie cukru, które również jest kupażowane, ale starzone jest w beczkach mniejszych, niż te przeznaczone do porto Ruby. Tawny starzone jest co najmniej 3 lata, a średnio od 3 do 5 lat. Dłuższe od Ruby leżakowanie w dębowych beczkach powoduje, że Tawny (dosł. „ogorzałe”) jest zwykle wytrawniejsze i traci większość nuty owocowej na rzecz większego udziału nuty korzennej i waniliowej – spowodowane jest to większym kontaktem z drewnem beczek oraz z większym dostępem do tlenu. Licząc na słodkie wino, przy zakupie Tawny można się często nieprzyjemnie zawieść, zwłaszcza gdy wcześniej próbowało się tylko Porto Ruby. Istnieją też odmiany Tawny przetrzymywane w beczkach wyjątkowo długo (nawet do 40 i więcej lat) – są one specjalnie znakowane, niezwykle drogie i stanowią wielki rarytas. Co roku Instytut Wina Porto nabywa od wybranych producentów Tawny próbki ich produktów przed rozlaniem do butelek, przechowując je w swych piwnicach nadal w beczkach. Gdy po określonym czasie testerzy uznają, że wino jest warte wypuszczenia na rynek, wtedy butelkowane przez Instytut rozsyłane jest pod nazwą „Tawny Reserve” do zarejestrowanych koneserów porto na całym świecie.
- Dated Port (zwane też Colheita[1])– wino pochodzące z określonego rocznika, niekupażowane, co najmniej 7-letnie. Zwykle tak nazywa się wina datowane z gorszych roczników, gdy poziom cukru zależy w istotnym stopniu od rocznika. Dated Port jest zazwyczaj butelkowane po dwóch latach przechowywania w beczkach i dalej dojrzewa w butelkach, ma zatem charakter bardziej zbliżony do Ruby niż do Tawny.
- Late Bottled Vintage (LBV) – wino pochodzące z lepszych roczników i dłużej dojrzewające w beczkach, tj. minimum 4 lata, a średnio 5 lat. Ze względu na długie leżakowanie w beczkach posiada zwykle lepiej rozwinięty bukiet i jest wytrawniejsze od Vintage z tego samego roku (podobnie jak to jest z Tawny w porównaniu z Ruby). Tańszą odmianą tego wina jest Late Bottled Non Vintage (LBNV), które w odróżnieniu od LBV jest kupażowane.
- Vintage – wino pochodzące wyłącznie z absolutnie najlepszych roczników (rok określany mianem vintage zdarza się średnio dwa do trzech razy na dekadę), butelkowane po dwóch latach przechowywania w beczkach, podobnie jak każde porto typu Ruby. Nie pije się go nigdy zaraz po wypuszczeniu na rynek, lecz przeznacza do długotrwałego (nawet powyżej 50 lat) dojrzewania w butelkach, w piwniczkach koneserów (zalecane jest, aby w piwniczkach panowała temperatura około 12 stopni Celsjusza oraz odpowiednia wilgotność). Z wiekiem (jak we wszystkich winach mających potencjał dojrzewania) spada w nim poziom cukru i alkoholu, natomiast pogłębia się i uszlachetnia bukiet.

Do uznanych producentów porto zaliczane są m.in. przedsiębiorstwa: Fonseca, Sandeman, Offley, Ferreira, Cockburn’s, Kopke, Calém, Taylor’s, Graham, Cruz, Dow’s, Robertson’s, Croft.

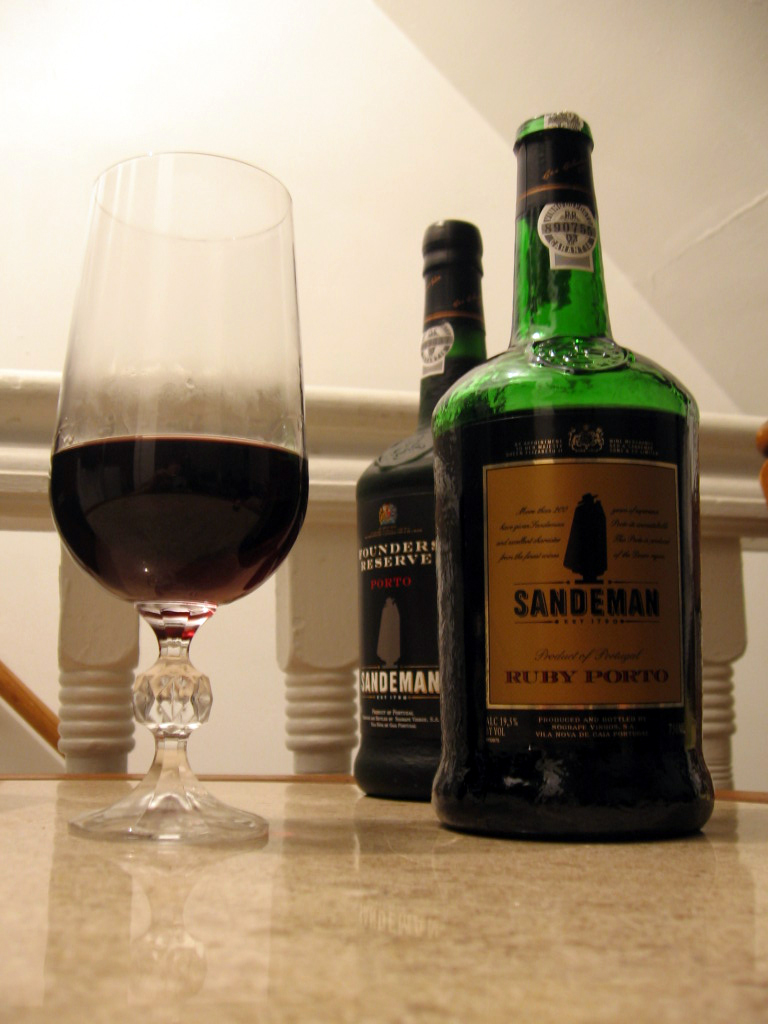
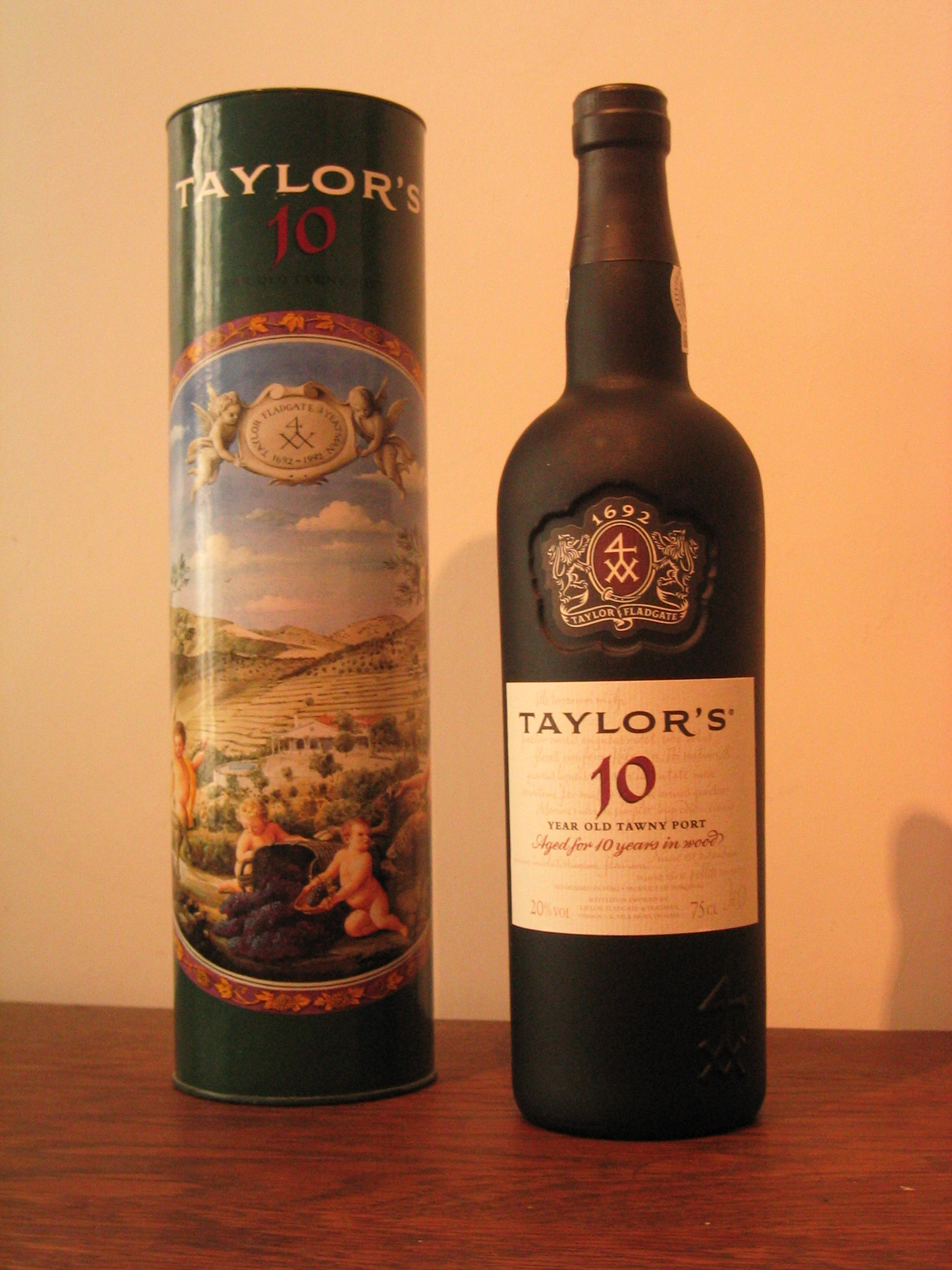
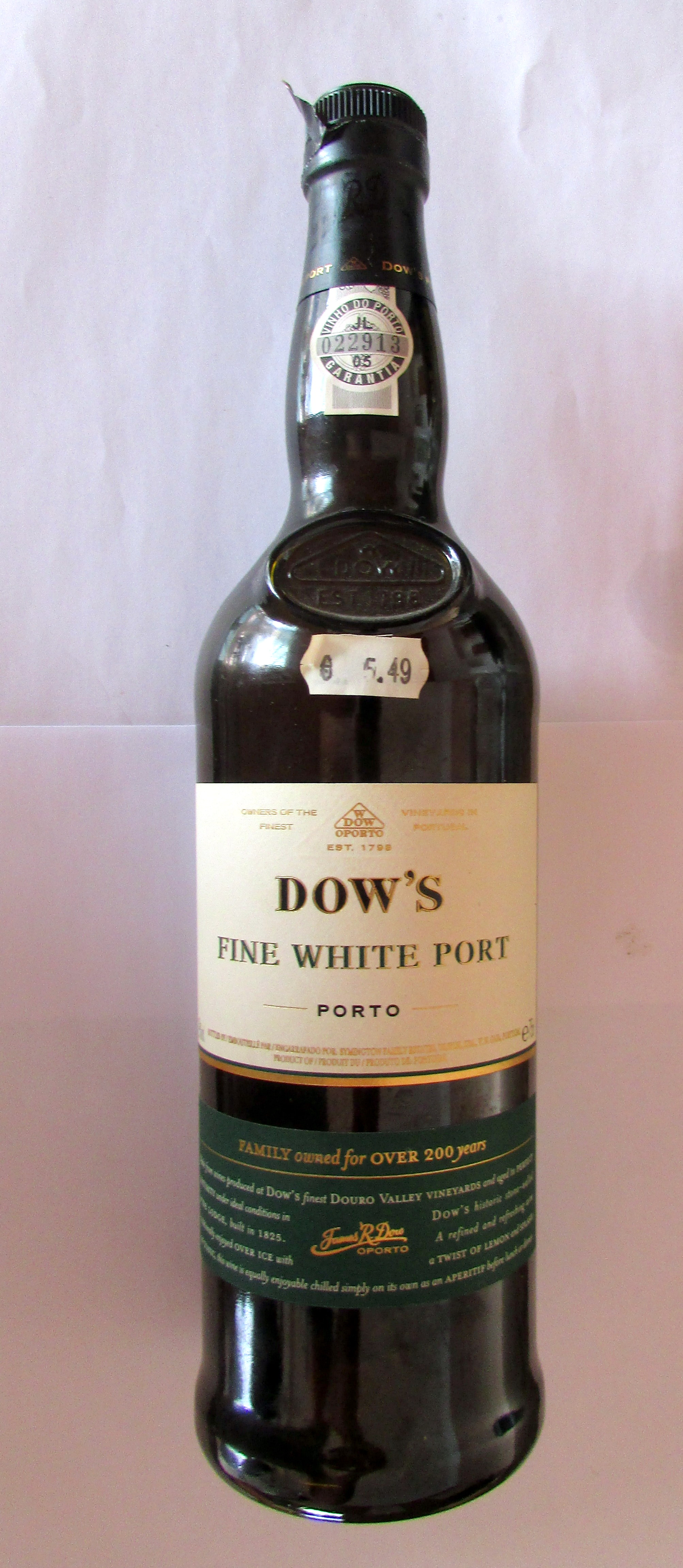
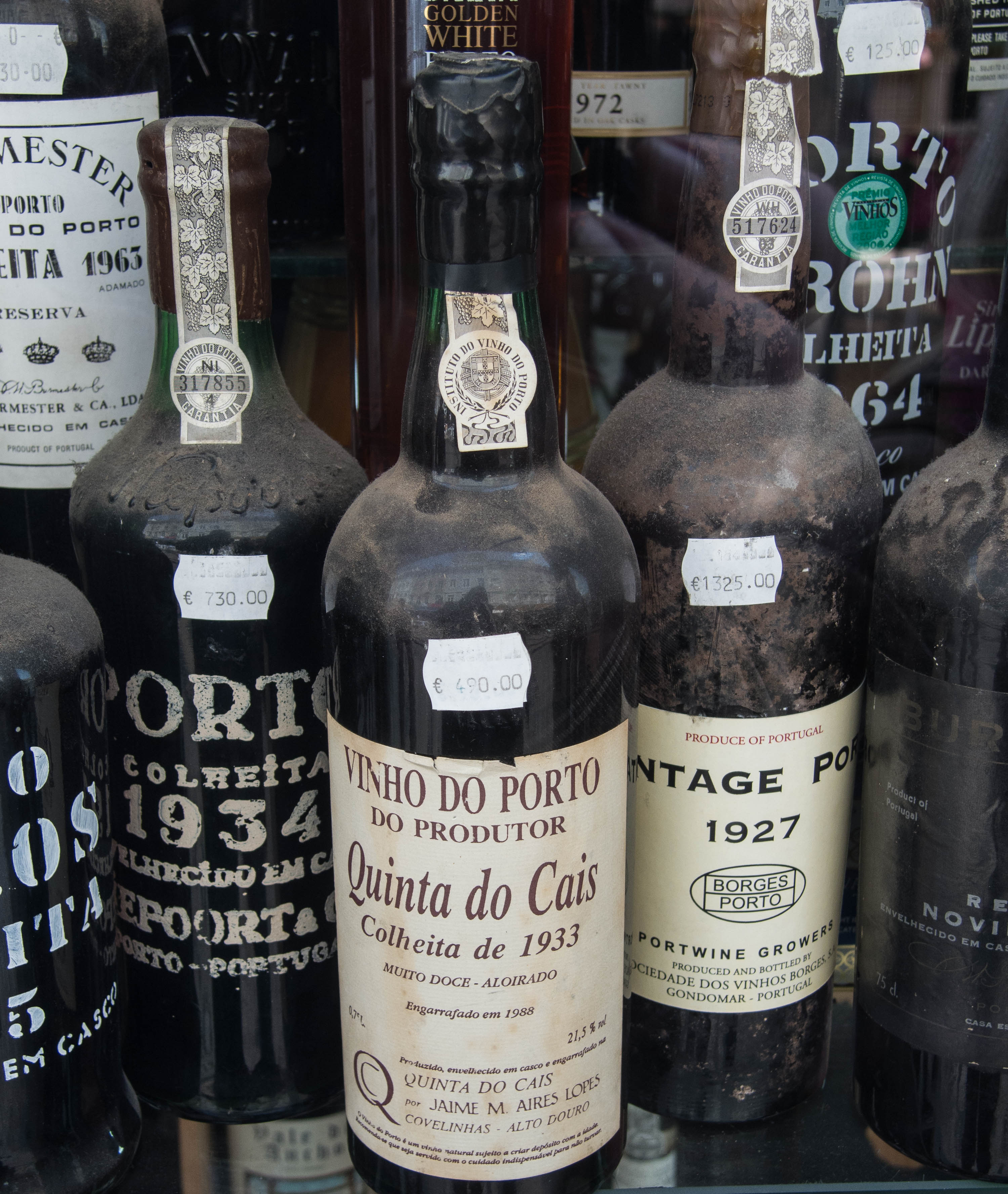
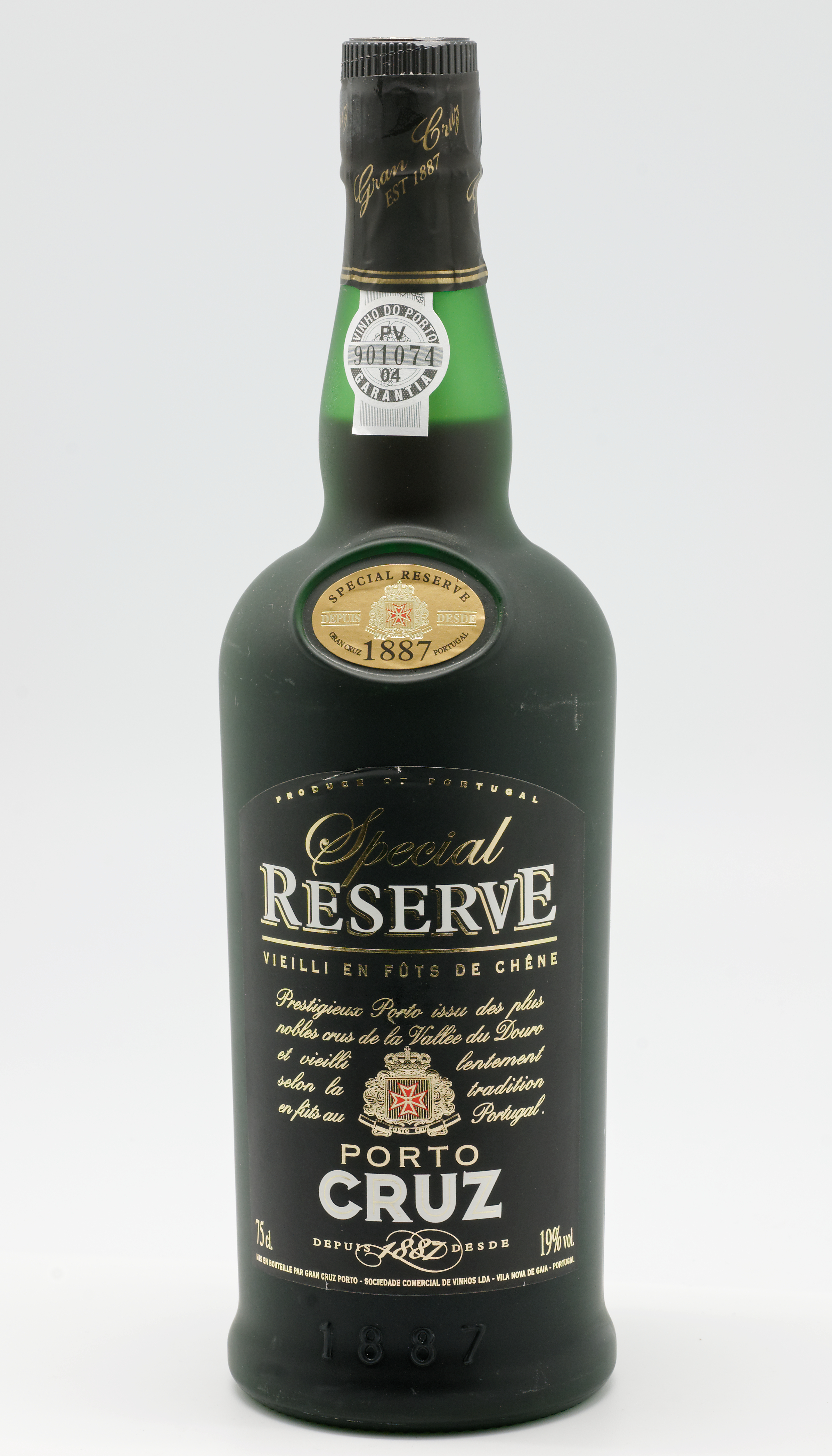
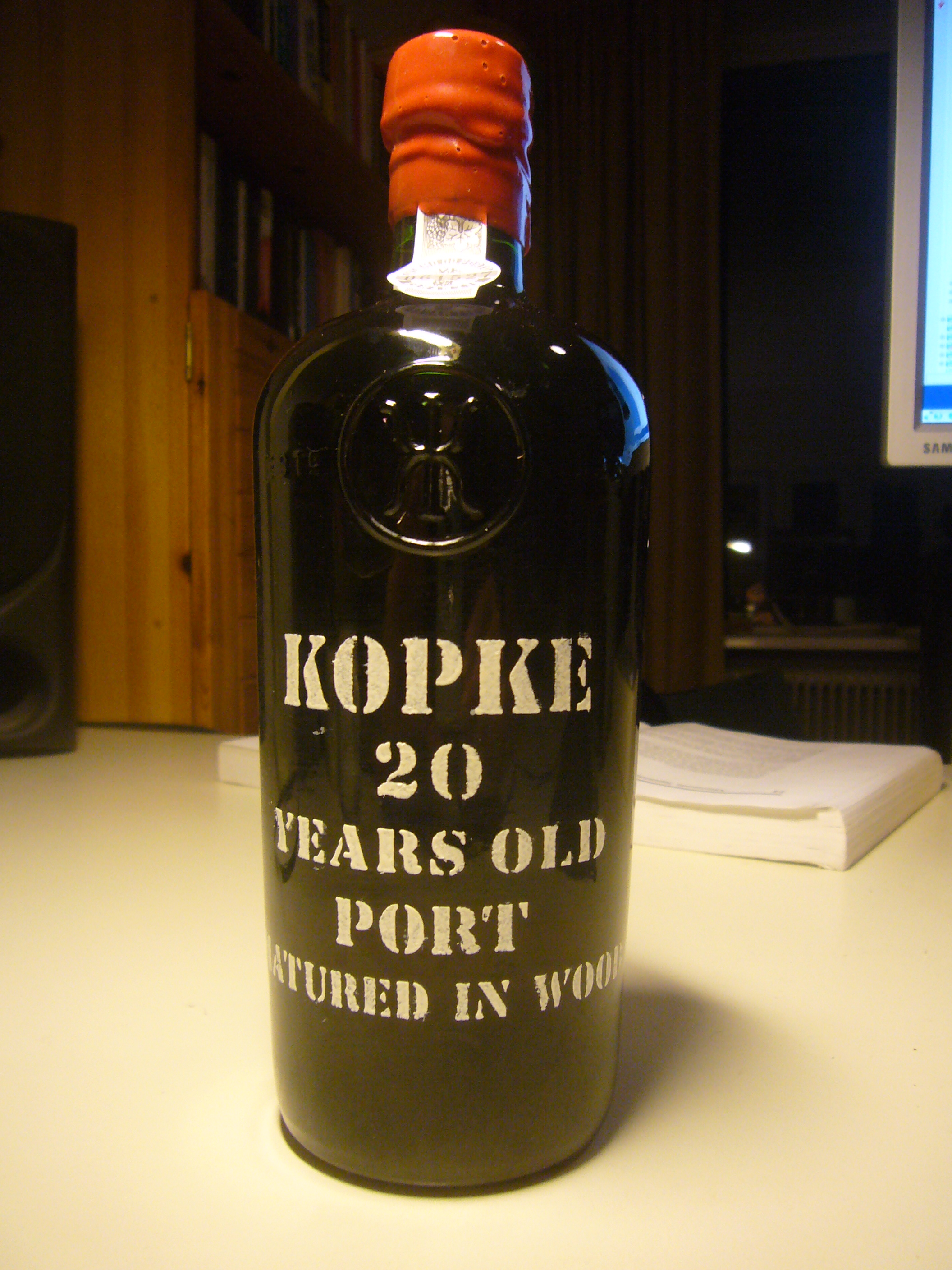